# Bertiera rosseeliana
Bertiera rosseeliana là một loài thực vật có hoa trong họ Thiến thảo. Loài này được Sonké, Esono & Nguembou mô tả khoa học đầu tiên năm 2005.